# Federica Guidi
Federica Guidi (ur. 19 maja 1969 w Genui) – włoska prawniczka i przedsiębiorca, działaczka organizacji gospodarczych, od 2014 do 2016 minister rozwoju gospodarczego w rządzie Matteo Renziego.

## Życiorys
Ukończyła studia prawnicze, uzyskała dyplom MBA, specjalizowała się w zawodzie analityka finansowego. W połowie lat 90. podjęła pracę w rodzinnym przedsiębiorstwie Ducati Energia Spa. Zaangażowała się także w działalność w samorządzie zawodowym. Była przewodniczącą organizacji młodych przedsiębiorców w regionie Emilia-Romania (2002–2005), wiceprzewodniczącą organizacji Giovani Imprenditori przy Confindustrii (2005–2008), a następnie jej przewodniczącą.
21 lutego 2014 kandydat na premiera Matteo Renzi ogłosił jej nominację na urząd ministra rozwoju gospodarczego. 31 marca 2016 podała się do dymisji, gdy zarzucono jej wykorzystywanie stanowiska do wspierania interesów swojego partnera, przedsiębiorcy branży paliwowej.